# サドゴロド駅
サドゴロド駅 (サドゴロドえき、ロシア語:Станция Садгород) は、ロシア沿海地方ウラジオストクソヴェツキー地区にあるロシア鉄道の駅。シベリア鉄道上の駅で、エレクトリーチカ（近郊列車）のみ停車する。

## 歴史
- 年不明 - 開業。
- 1962年 - 電化[1]。

## 駅構造
相対式ホーム2面2線の地上駅。ホーム間の移動は構内踏切を経由する。

### のりば
| ホーム | 列車             | 行先                                                       | 備考 |
| ------ | ---------------- | ---------------------------------------------------------- | ---- |
| 1      | エレクトリーチカ | ウスリースク・スパッスク＝ダリニー・チハオケアンスカヤ方面 |      |
| 2      | エレクトリーチカ | ウラジオストク方面                                         |      |

## 駅周辺
- サドコロド動物園
- サドゴロド泥浴場

## 隣の駅
ロシア鉄道
シベリア鉄道
エレクトリーチカ（各駅停車）
ヴェセンニャ駅 - サドゴロド駅 - スプートニク駅